# Olympique Gymnaste Club de Nice Côte d'Azur 1996-1997
Questa voce raccoglie le informazioni riguardanti l'Olympique Gymnaste Club de Nice nelle competizioni ufficiali della stagione 1996-1997.

## Maglie e sponsor
Lo sponsor tecnico per la stagione 1996-1997 è Adidas, lo sponsor ufficiale è bobcat. Le strisce nere sullo sfondo rosso della maglia sono due, mentre il colletto è bianco.
| Manica sinistra · Manica sinistra · Maglietta · Maglietta · Manica destra · Manica destra · Pantaloncini · Calzettoni |

## Rosa
| N. |                        | Ruolo | Calciatore           |
| -- | ---------------------- | ----- | -------------------- |
| 16 | Francia (bandiera)     | P     | Robin Huc            |
| 1  | Francia (bandiera)     | P     | Bruno Valencony      |
| 2  | Francia (bandiera)     | D     | Bruno Calegari       |
| 5  | Francia (bandiera)     | D     | Thierry Crétier      |
| 6  | Francia (bandiera)     | D     | Olivier Fugen        |
| 3  | Francia (bandiera)     | D     | Louis Gomis          |
| 18 | Francia (bandiera)     | D     | Jean-Philippe Mattio |
| 4  | Algeria (bandiera)     | D     | Youssef Salimi       |
| 17 | Francia (bandiera)     | D     | Ludovic Stefano      |
| 14 | Francia (bandiera)     | D     | Frédéric Tatarian    |
| 12 | Paesi Bassi (bandiera) | D     | Arjan Vermeulen      |
| 8  | Francia (bandiera)     | C     | Thierry De Neef      |

| N. |                       | Ruolo | Calciatore       |
| -- | --------------------- | ----- | ---------------- |
| 23 | Francia (bandiera)    | C     | Gilles Doucende  |
| 7  | Francia (bandiera)    | C     | Frédéric Gioria  |
| 25 | Francia (bandiera)    | C     | Philippe Lucca   |
| 19 | Jugoslavia (bandiera) | C     | Zoran Milinković |
| 9  | Italia (bandiera)     | C     | Roberto Onorati  |
| 13 | Francia (bandiera)    | C     | Henri Savini     |
| 10 | Marocco (bandiera)    | A     | Mohammed Chaouch |
| 15 | Liberia (bandiera)    | A     | James Debbah     |
| 28 | Francia (bandiera)    | A     | Toufik Hachadi   |
| 22 | Polonia (bandiera)    | A     | Andrzej Kubica   |
| 20 | Francia (bandiera)    | A     | David Nègre      |
| 21 | Francia (bandiera)    | A     | Franck Pottier   |

## Risultati

### Coppa di Francia
| Laval 20 aprile 1997                          | Laval     | 0 – 1 referto | Nizza | Stade Francis Le Basser |
| \| \| \| \| \| \| Marcatori \| 33’ De Neef \| |           |               |       |                         |
|                                               |           |               |       |                         |
|                                               | Marcatori | 33’ De Neef   |       |                         |

| Arbitro: | Sars |

|                                          |                      |                                          |
| Salimi 21’                               | Marcatori            | 78’ Laspalles                            |
| Onorati De Neef Tatarian Gomis Vermeulen | Tiri di rigore 4 – 3 | Carnot Baret Horlaville Vannucchi Michel |